# Biblioteca de Nínive
A Biblioteca de Nínive, também conhecida como Biblioteca de Assurbanípal, é uma coleção de milhares de placas em argila contendo textos em escrita cuneiforme sobre vários assuntos, a partir do 7º século a.C. Dentro desse acervo está a famosa Epopeia de Gilgamés e fragmentos do Enuma Elis. Tal biblioteca é considerada a primeira da história, foi encontrada no século XIX por arqueólogos ingleses e foi fundada pelo rei assírio Assurbanípal no século VII a.C..

## Localização
A Biblioteca de Nínive localizava-se no palácio de Assurbanípal, em Nínive, cidade situada na margem ocidental do rio Tigre, e que foi a capital do Império Assírio (atual Iraque). Tal palácio era a residência oficial do monarca da Assíria, e se localizava a 450 quilômetros da Babilônia.

## Acervo
Possuía em seu acervo uma coleção com cerca de 22
mil placas de argila, contendo textos em escrita cuneiforme — alguns apresentados em duas línguas: sumério e em acádio. Tais escritos versavam sobre assuntos que eram a fonte de preocupação e estudo na época, e apresentavam textos sobre geografia, matemática, astrologia, medicina, religião e leis, além de servirem como manuais de exorcismo e de presságio. Apresentavam também alguns relatos de aventuras.
Devido à manipulação descuidada do material original, muito do acervo da biblioteca está irremediavelmente confuso, o que torna impossível para os estudiosos o discernimento e a reconstrução de muitos dos textos originais, embora algumas placas tenham sobrevivido intactas.
Dos dados do Museu Britânico constam 30.943 "placas" em toda a coleção da Biblioteca de Nínive, e os curadores do Museu propõem a emissão de um catálogo atualizado como parte do Projeto Biblioteca de Assurbanípal.
Se todos os fragmentos menores, que na verdade pertencem ao mesmo texto, fossem deduzidos, é provável que a "biblioteca" originalmente possuía cerca de 10.000 textos. Os documentos da biblioteca original, porém, que teriam incluído rolos de couro, placas de cera e, possivelmente, papiros, continham, talvez, um espectro muito mais amplo do conhecimento do que o avaliado a partir dos textos de barro sobreviventes nas tábuas cuneiformes.

## Cultura
Acredita-se, de acordo com os achados arqueológicos, que os mesopotâmicos tinham grande apreço pela escrita, pois eram muito comuns, na época, as escolas para escribas (eduba), os quais possuíam grande status social. Uma parábola babilônica dizia: "A escrita é a mãe da eloqüência e o pai dos artistas".
A mais famosa obra literária da Mesopotâmia é a Epopeia de Gilgamés. Gilgamés é uma figura semilendária, rei da cidade-estado de Uruque, por volta de 2 700 a.C., e o que se conhece a respeito deve-se à epopeia construída em torno de seu nome, encontrada em doze plaquetas de argila que constam do acervo da Biblioteca de Nínive. Trata-se de uma obra-prima da antiga poesia da Babilônia, e relata a criação de "Enûma Eliš", assim como o mito de Adapa, o primeiro homem, e histórias tais como como "Poor Man of Nippur".

## Histórico

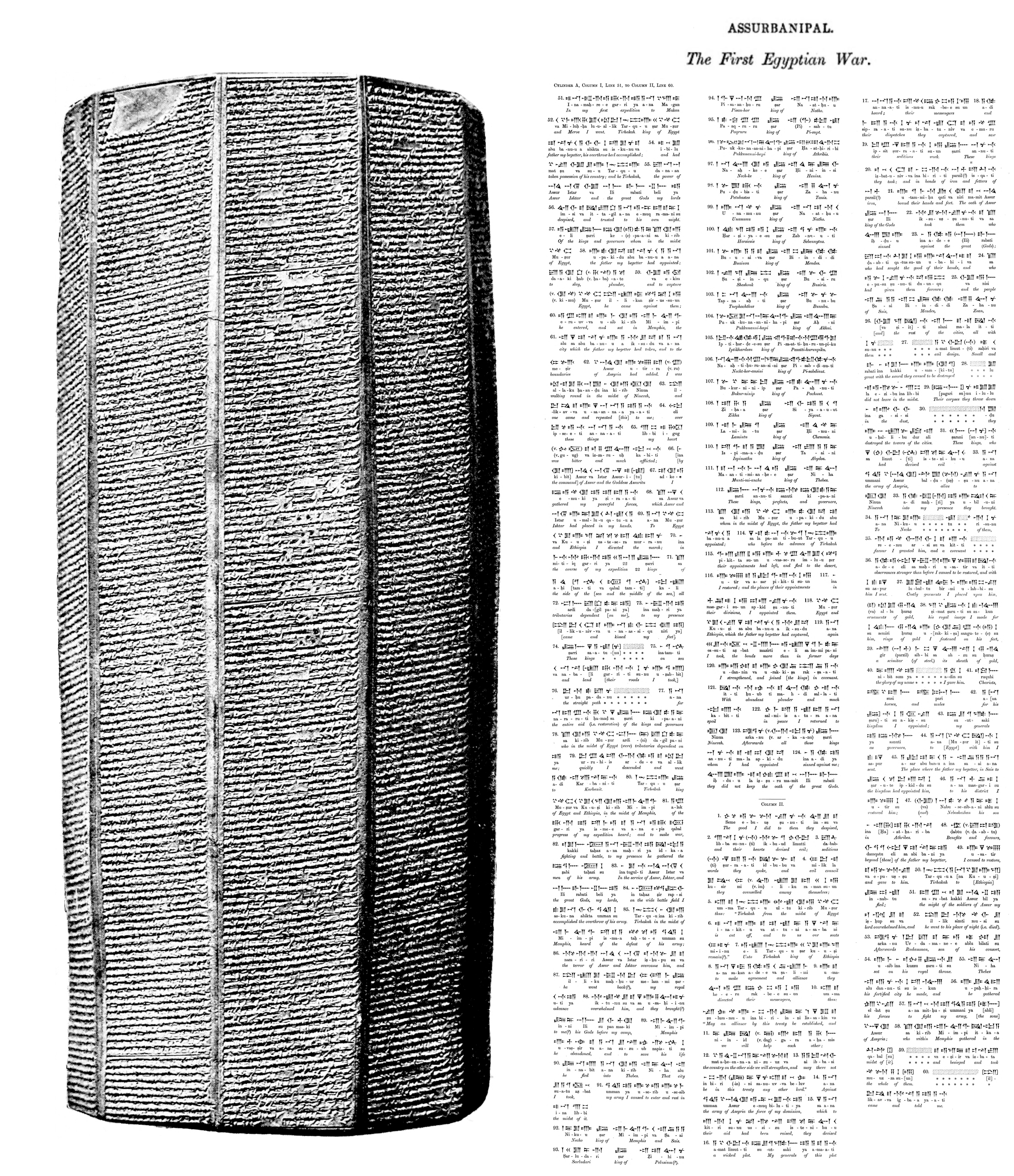
Cilindro de Rassam, que descreve a primeira batalha egípcia de Assurbanípal.

Assurbanípal tinha grande interesse pela literatura e erudição, tanto que, ao subir ao trono, após a consolidação de seu reino passou a se preocupar com a cultura, enviando escribas a Assur, Babilônia, Cuta, Nipur, Acade, Ereque e a outros centros, com a tarefa de copiar e reunir livros (de argila) sobre todos os assuntos então correntes. Tais livros foram trazidos ao seu palácio em Nínive, onde ele os estudou, além de acrescentar cópias bilíngües em argila, na escritura cuneiforme, e que foram arquivadas. Assurbanípal era conhecido por ser um estudioso, mas também era cruel com seus inimigos, e foi capaz de usar ameaças para obter materiais literários para a Babilônia.
Antigas tradições persas e armênias indicam que Alexandre, o Grande, ao ver a grande biblioteca do Assurbanípal, em Nínive, inspirou-se para criar sua própria biblioteca. Alexandre morreu antes de criá-la, mas seu amigo e sucessor Ptolomeu supervisionou o início da biblioteca de Alexandre - um projecto que se tornaria a famosa Biblioteca de Alexandria.
Nínive foi destruída em 612 a.C., por uma coligação de babilônios, citas e medos, um antigo povo iraniano. Acredita-se, que durante a queima do palácio, um grande incêndio deve ter devastado a biblioteca, fazendo com que os tabletes de argila cuneiforme se tornassem parcialmente cozidos. Paradoxalmente, este evento potencialmente destrutivo ajudou a preservar as placas. Assim como textos foram escritos em argila, alguns podem ter sido inscritos em placas de cera, os quais, devido à sua natureza biológica, foram perdidos.

## Descoberta
Considera-se que Sir Austen Henry Layard (1817-1894), arqueólogo britânico, tenha sido o descobridor da Biblioteca de Nínive por volta de 1849, quando iniciou uma expedição para investigar as ruínas da Babilônia. Seu registro da expedição, “Discoveries in the Ruins of Nineveh and Babylon”, que foi completado com outro volume, chamado “A Second Series of the Monuments of Nineveh”, foi publicado em 1853. Durante essas expedições, muitas vezes em situações de grande dificuldade, Layard despachou para a Inglaterra objetos esplêndidos, que agora formam a maior parte da coleção de antiguidades assírias no Museu Britânico. Além do valor arqueológico de seu trabalho na identificação de Cuiunjique como o local de Nínive, e no fornecimento de uma grande quantidade de materiais para o trabalho dos estudiosos, esses dois livros de Layard estão entre os melhores livros de viagem escritos na língua inglesa. Austen calculou que o circuito total da área da Nínive, rodeada de muralhas, era de 11 quilômetros. Um montículo, ao norte, media 26 metros de altura, e cobria uma extensão de 40 hectares e era chamado “Kuyunjik” (o castelo de Nínive).
Foi desenterrado o palácio real de Senaqueribe (705-681 a.C.) e, em 1851, durante a escavação de uma parte do templo de Nebo, ao lado do palácio de Senaqueribe, foi encontrada uma parte da biblioteca real acumulada por vários reis e dedicados a Nebo, o escriba divino que havia “criado as artes e as ciências todos os mistérios relacionados com a literatura e a arte de escrever”.
Em 1853, o estudioso assírio Hormuzd Rassam (1826-1910), colaborador de Layard continuou as escavações de Nínive e descobriu o restante da Biblioteca; entre suas descobertas consideram-se as tábuas em argila com a Epopeia de Gilgamés, que faziam parte do acervo da Biblioteca de Assurbanípal.

## Galeria

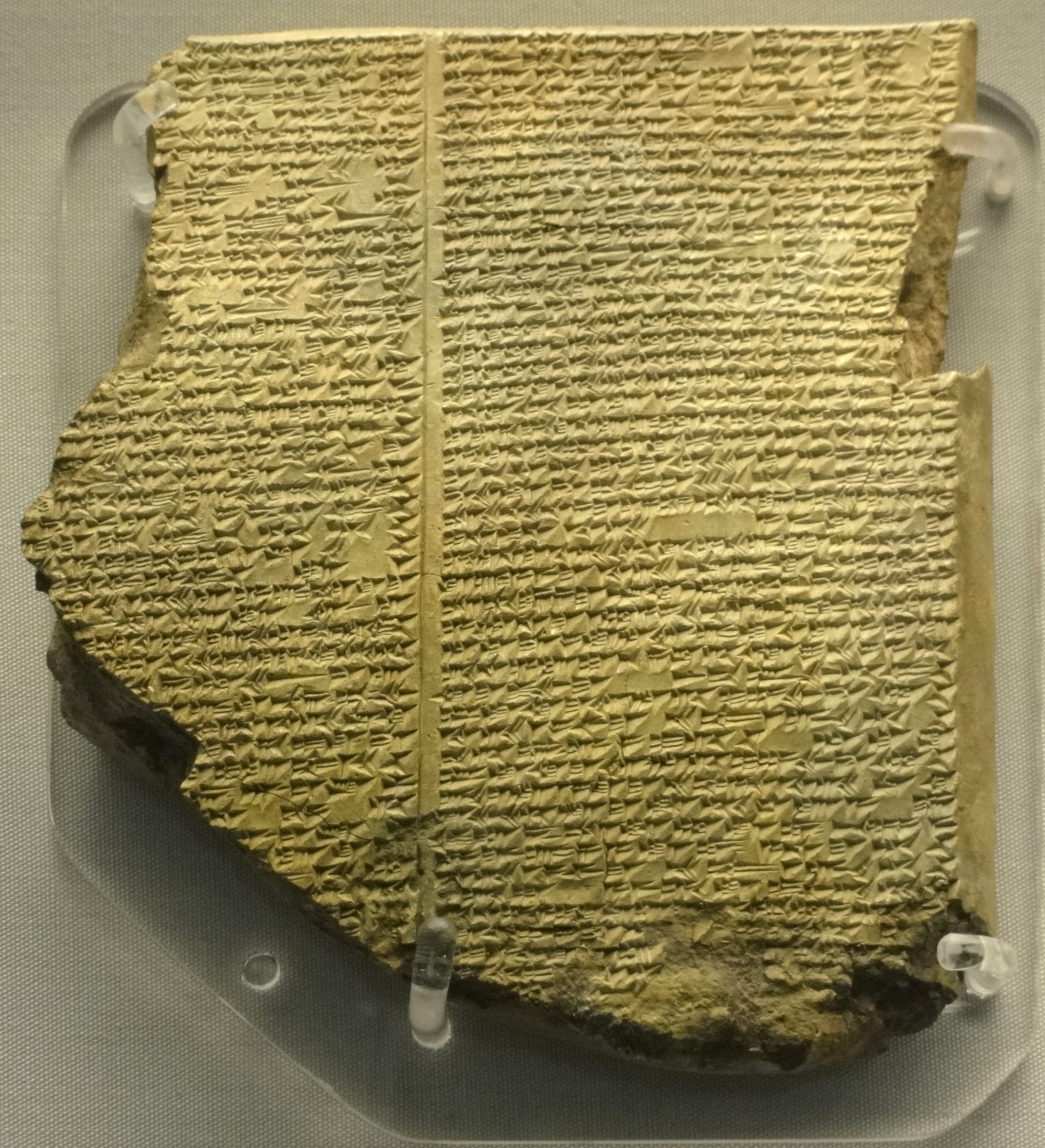
Placa contendo parte da “Epopeia de Gilgamés”, atualmente pertencente ao Museu Britânico.
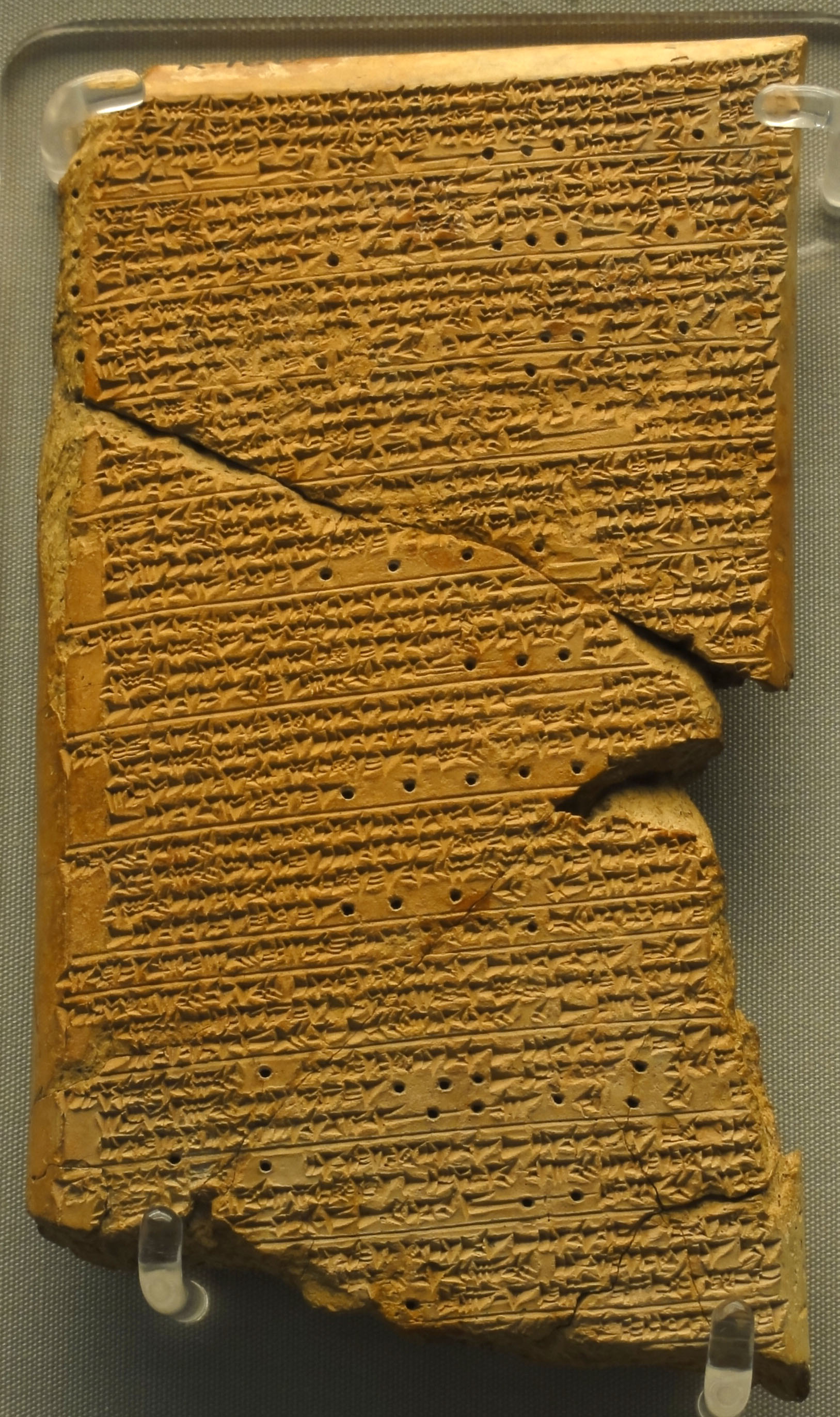
Placa "Vênus de Amisaduca", com previsões astrológicas, atualmente pertencente ao Museu Britânico.
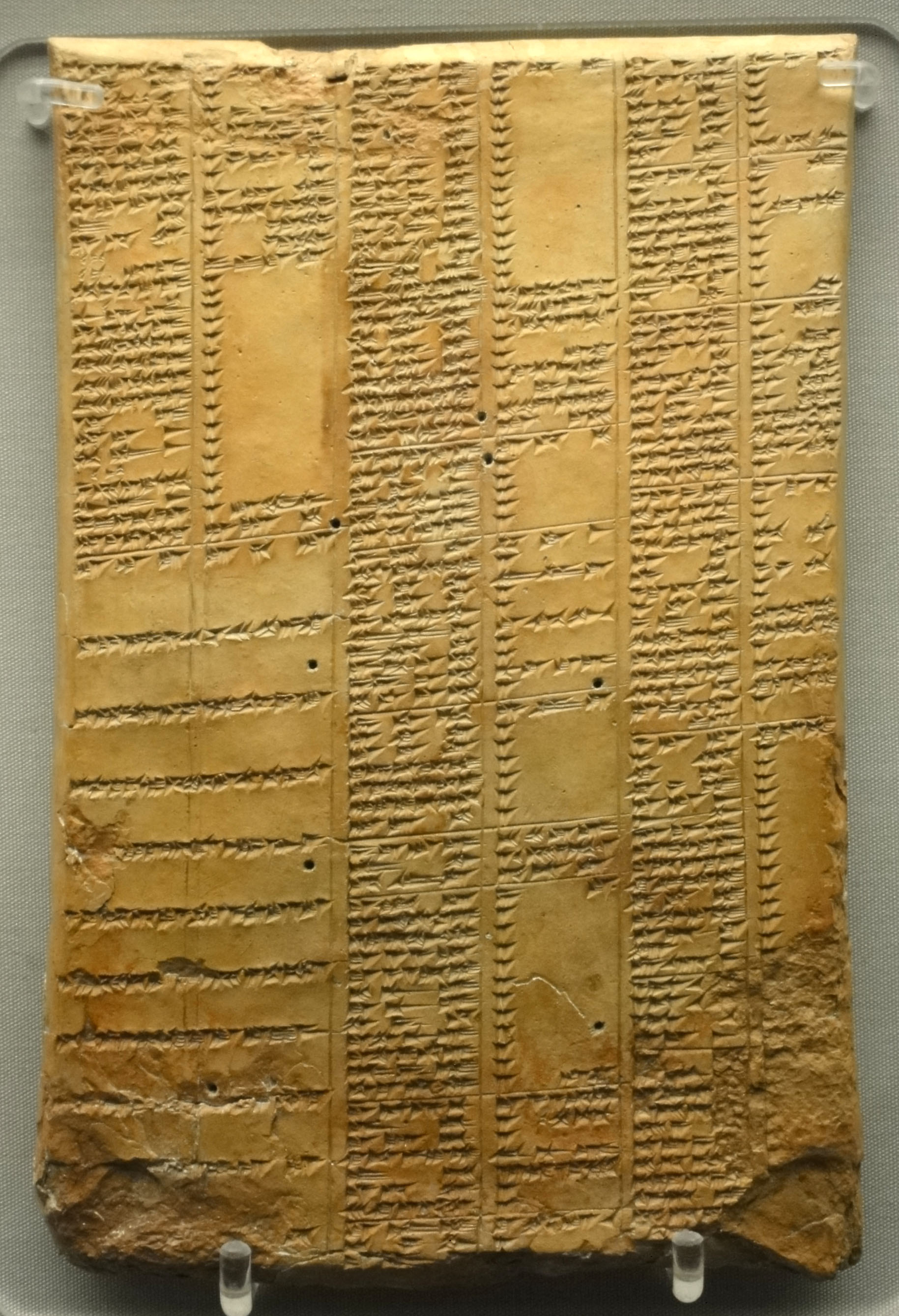
Placa com sinônimos, pertencente atualmente ao Museu Britânico.